# Лафејет (Орегон)
Лафејет (енгл. Lafayette) град је у америчкој савезној држави Орегон.

## Демографија
По попису из 2010. године број становника је 3.742, што је 1.156 (44,7%) становника више него 2000. године.
| Група             | 2000.         | 2010.         |
| Белци             | 1.962 (75,9%) | 2.750 (73,5%) |
| Афроамериканци    | 11 (0,4%)     | 13 (0,3%)     |
| Азијати           | 16 (0,6%)     | 26 (0,7%)     |
| Хиспаноамериканци | 523 (20,2%)   | 824 (22,0%)   |
| Укупно            | 2.586         | 3.742         |